# Бомбонџијски занат
Бомбонџијски занат је стари занат ручне израде бомбона, лизалица, карамела и других слаткиша на бази шећера. Овај занат је био нераскидиво повезан са лицидерским и воскарским, јер су мајстори често у истој радњи (бомбонџијска радња) правили и продавали све три врсте производа. Бомбонџије су били омиљени међу децом, а њихове радње и шатори на вашарима представљали су праве мале оазе слатких укуса, мириса и боја.

## Историјат
Вештина прављења слаткиша од шећера у Европу стиже са Истока, преко Османског царства. У Србији се бомбонџијски занат развија у градовима током 18. и 19. века, под утицајима и са истока (турска традиција прављења слаткиша попут ратлука) и из средње Европе (аустријски и мађарски утицаји).
Златно доба овог заната било је у периоду између два светска рата, када је у градовима попут Београда, Новог Сада, Суботице и других постојао велики број бомбонџијских радњи. Оне су биле популарна места за излазак и снабдевање слаткишима за празнике. Након Другог светског рата, са појавом великих индустријских произвођача слаткиша (као што су „Пионир”, „Краш”, „Таково”), занатске бомбонџије постепено губе битку са јефтинијом и масовнијом производњом.

## Процес израде и производи
Основа за све производе био је густо укуван шећерни сируп (шпиновани шећер), коме су се додавали боја и ароме (најчешће екстракти воћа, ментола или руже). Процес је захтевао велику брзину и вештину мајстора.
- Свилене бомбоне: Најпознатији производ. Врућа шећерна маса се након кувања изливала на посебан мермерни сто, а затим се ручно истезала и преклапала на великој куки на зиду. Овим процесом се у масу уносио ваздух, што јој је давало свиленкасту структуру и сјај. На крају су се формирали дугачки штапићи који су се секли на мале бомбоне.[3]
- Луше (лизалице): Прављене су у разним облицима (најчешће округле, у облику срца или петла) и бојама, и биле су омиљени слаткиш на вашарима.
- Крем банане: Пре индустријске производње, бомбонџије су ручно правиле и овај популарни слаткиш, комбинујући пенасту масу са желатином и чоколадним преливом.
- Карамеле и остале бомбоне: У понуди су биле и разне врсте тврдих и млечних карамела.

## Бомбонџијска радња
Традиционална бомбонџијска радња била је место које је будило сва чула. У излогу и на полицама стајале су велике стаклене тегле, испуњене шареним бомбонама разних облика и величина. У ваздуху се осећао сладак мирис шећера и воћних арома, а мајстор је често пред купцима секао и продавао своје производе. За многе генерације, одлазак код бомбонџије био је посебан доживљај и награда.

## Занат данас
Бомбонџијски занат је данас један од најугроженијих и практично изумрлих старих заната у Србији. Одржава га само неколико породица, више из љубави и жеље да сачувају традицију него из економске користи. Њихове радње су постале туристичке атракције и живи музеји који чувају сећање на слађу прошлост. Бомбонџијски занат је уписан у Национални регистар нематеријалног културног наслеђа Србије као важан део културног наслеђа које треба сачувати од заборава.